# Люберон

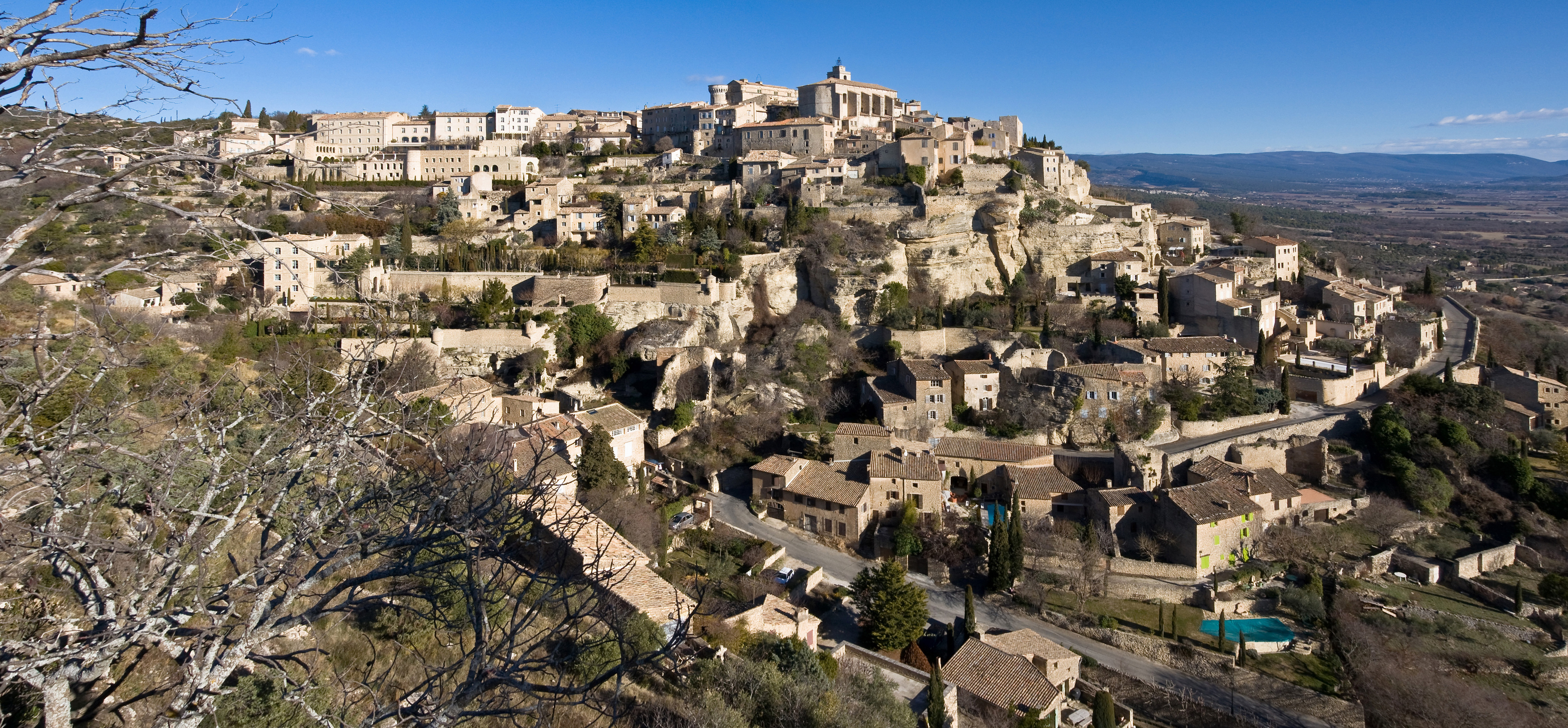
Деревня Горд в Любероне

Люберо́н — горный массив на юге Франции в исторической области Прованс. Расположен на территории департаментов Воклюз и Альпы Верхнего Прованса (регион Прованс — Альпы — Лазурный Берег) примерно в 70 км к северу от Марселя. Ограничен с юга долиной Дюранса, с севера примыкает к Воклюзским горам. Через Люберон проходит долина реки Калавон. Большая часть холмов покрыта лесом.

## География

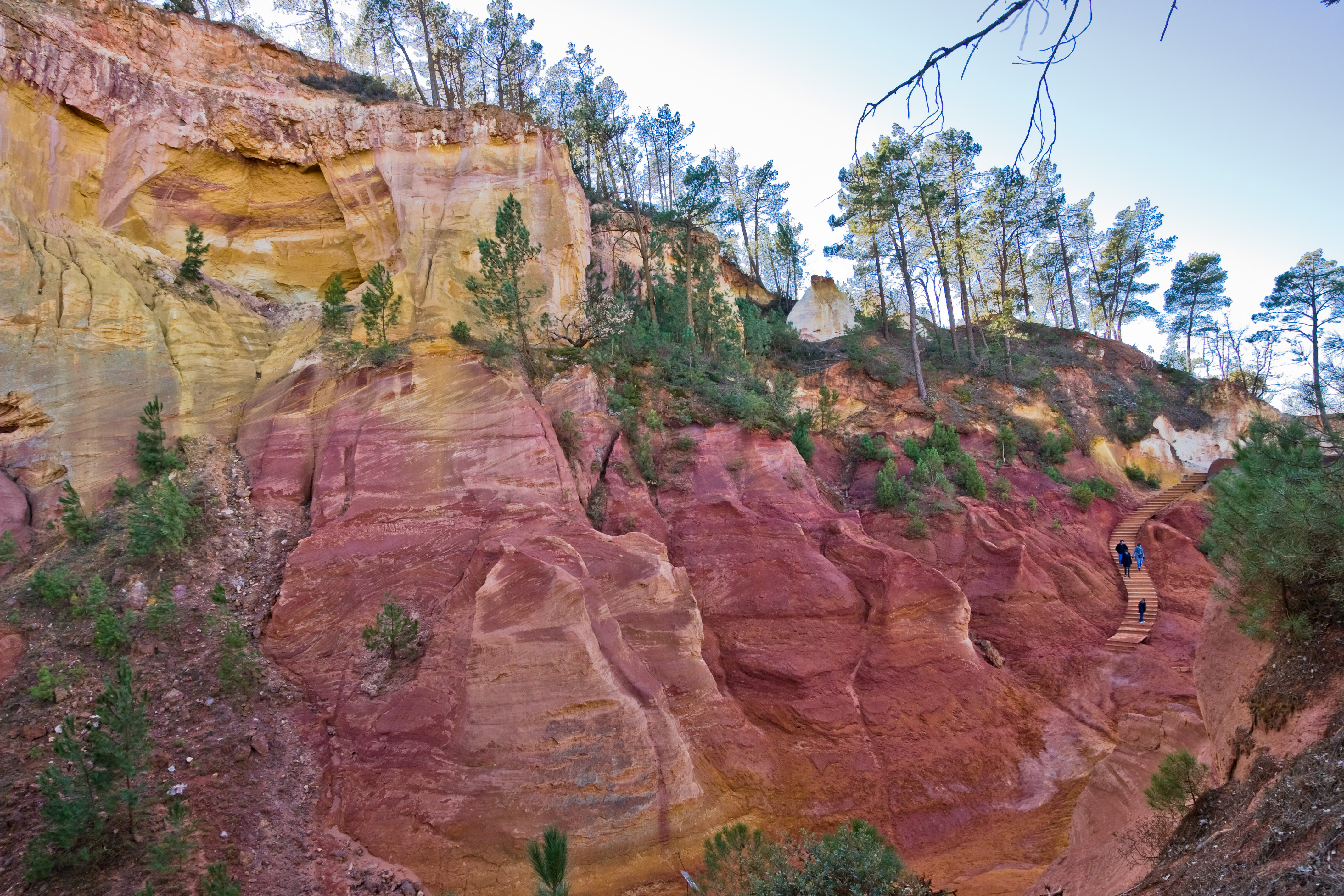
Пласты охры под Руссийоном

Массив вытянут в направлении запад-восток, длина — 60 километров. Высшая точка хребта — Мурр-Негр (1125 метров), площадь около 600 км².
Делится на три хребта: Большой Люберон, Малый Люберон и Восточный Люберон. Крупнейшие города — Апт, Кавайон, Пертюи и Маноск.
На части территории массива организован региональный природный парк «Люберон» (Parc naturel régional du Luberon). Многие деревни Люберона живописны и привлекают большое число туристов. Пять деревень Люберона, Горд, Руссийон, Лурмарен, Ансуи и Менерб включены в список «самых красивых деревень Франции». В окрестностях Руссийона ранее добывался охровый пигмент, ныне бывшие карьеры также являются туристической достопримечательностью.

## Флора и фауна

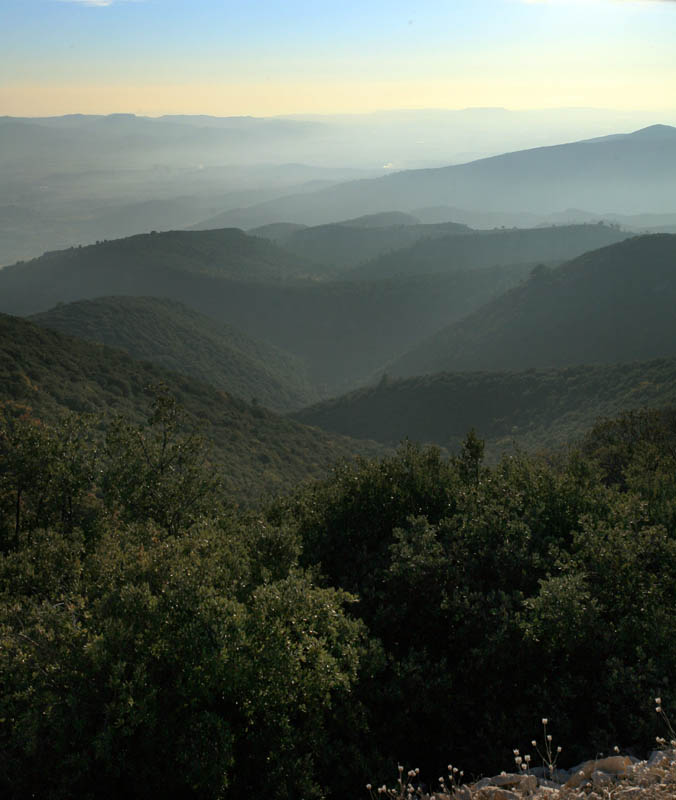
Холмы Люберона

Флора и фауна Люберона чрезвычайно разнообразная, здесь в дикой природе обитают 150 видов млекопитающих, 520 видов птиц, 180 видов рептилий и земноводных, 150 видов рыб и более 10 000 видов растений.

## В искусстве
В последние годы Люберон приобрёл дополнительную популярность благодаря книгам английского автора Питера Мейла, который жил в люберонской деревне Лурмарен и описывал регион в своих книгах. В Любероне проходит действие и проходили съёмки фильма «Хороший год», снятого по одному из романов Мейла. Также в Любероне проходили съёмки большого числа французских картин.